# Coppa del Mondo di biathlon 2003
La Coppa del Mondo di biathlon 2003 fu la ventiseiesima edizione della manifestazione organizzata dall'Unione Internazionale Biathlon; ebbe inizio il 5 dicembre 2002 a Östersund, in Svezia, e si concluse il 23 marzo 2003 a Chanty-Mansijsk, in Russia, con i Campionati mondiali di biathlon 2003 validi anche ai fini della Coppa del Mondo, il cui calendario non contemplò dunque interruzioni. Per la prima volta fu inserita in calendario una gara a squadre mista.
In campo maschile furono disputate 23 gare individuali e 8 a squadre, in 10 diverse località. Il norvegese Ole Einar Bjørndalen si aggiudicò sia la coppa di cristallo, il trofeo assegnato al vincitore della classifica generale, sia le Coppe di inseguimento, di sprint e di partenza in linea; il suo connazionale Halvard Hanevold vinse la Coppa di individuale. Raphaël Poirée era il detentore uscente della Coppa generale.
In campo femminile furono disputate disputate 23 gare individuali e 8 a squadre, in 10 diverse località. La tedesca Martina Glagow si aggiudicò sia la coppa di cristallo, sia quella di inseguimento; la francese Sylvie Becaert vinse la Coppa di sprint, la russa Al'bina Achatova quella di partenza in linea e la norvegese Linda Tjørhom quella di individuale. Magdalena Forsberg era la detentrice uscente della Coppa generale.

## Uomini

### Risultati
| Data                                 | Località           | Nazione         | Spec. | Primo                                                                       | Secondo                                                                     | Terzo                                                                              |
| ------------------------------------ | ------------------ | --------------- | ----- | --------------------------------------------------------------------------- | --------------------------------------------------------------------------- | ---------------------------------------------------------------------------------- |
| 5 dicembre 2002                      | Östersund          | Svezia          | SP    | Frode Andresen                                                              | Raphaël Poirée                                                              | Aleh Ryžankoŭ                                                                      |
| 7 dicembre 2002                      | Östersund          | Svezia          | RL    | Norvegia Egil Gjelland Frode Andresen Ole Einar Bjørndalen Halvard Hanevold | Russia Viktor Majgurov Sergej Rožkov Sergej Čepikov Pavel Rostovcev         | Germania Ricco Groß Peter Sendel Sven Fischer Frank Luck                           |
| 8 dicembre 2002                      | Östersund          | Svezia          | PU    | Ole Einar Bjørndalen                                                        | Raphaël Poirée                                                              | Egil Gjelland                                                                      |
| 12 dicembre 2002                     | Pokljuka Östersund | Slovenia Svezia | RL    | Bielorussia Aljaksej Ajdaraŭ Vladimir Dračëv Rustam Valiulin Aleh Ryžankoŭ  | Norvegia Egil Gjelland Ole Einar Bjørndalen Frode Andresen Halvard Hanevold | Russia Viktor Majgurov Sergej Rožkov Sergej Čepikov Pavel Rostovcev                |
| 14 dicembre 2002                     | Pokljuka Östersund | Slovenia Svezia | SP    | Ole Einar Bjørndalen                                                        | Frode Andresen                                                              | Andrij Deryzemlja                                                                  |
| 15 dicembre 2002                     | Pokljuka Östersund | Slovenia Svezia | PU    | Ole Einar Bjørndalen                                                        | Ricco Groß                                                                  | Frode Andresen                                                                     |
| 19 dicembre 2002                     | Osrblie            | Slovacchia      | SP    | Raphaël Poirée                                                              | Janez Marič                                                                 | Frode Andresen                                                                     |
| 20 dicembre 2002                     | Osrblie            | Slovacchia      | RL    | Russia Viktor Majgurov Pavel Rostovcev Sergej Rožkov Sergej Čepikov         | Germania Peter Sendel Sven Fischer Michael Greis Frank Luck                 | Francia Ferréol Cannard Vincent Defrasne Julien Robert Raphaël Poirée              |
| 22 dicembre 2002                     | Osrblie            | Slovacchia      | PU    | Raphaël Poirée                                                              | Ricco Groß                                                                  | Vladimir Dračëv                                                                    |
| 9 gennaio 2003                       | Oberhof            | Germania        | SP    | Ole Einar Bjørndalen                                                        | Sergej Čepikov                                                              | Wolfgang Rottmann                                                                  |
| 11 gennaio 2003                      | Oberhof            | Germania        | RL    | Russia Viktor Majgurov Pavel Rostovcev Sergej Rožkov Sergej Čepikov         | Bielorussia Aljaksej Ajdaraŭ Vladimir Dračëv Rustam Valiulin Aleh Ryžankoŭ  | Francia Ferréol Cannard Vincent Defrasne Julien Robert Raphaël Poirée              |
| 12 gennaio 2003                      | Oberhof            | Germania        | MS    | Ole Einar Bjørndalen                                                        | Vladimir Dračëv                                                             | Raphaël Poirée                                                                     |
| 16 gennaio 2003                      | Ruhpolding         | Germania        | RL    | Francia Ferréol Cannard Vincent Defrasne Julien Robert Raphaël Poirée       | Germania Michael Greis Sven Fischer Peter Sendel Ricco Groß                 | Norvegia Frode Andresen Halvard Hanevold Egil Gjelland Ole Einar Bjørndalen        |
| 18 gennaio 2003                      | Ruhpolding         | Germania        | SP    | Ole Einar Bjørndalen                                                        | Frode Andresen                                                              | Raphaël Poirée                                                                     |
| 19 gennaio 2003                      | Ruhpolding         | Germania        | PU    | Ole Einar Bjørndalen                                                        | Raphaël Poirée                                                              | Frank Luck                                                                         |
| 23 gennaio 2003                      | Anterselva         | Italia          | IN    | Vladimir Dračëv                                                             | Halvard Hanevold                                                            | Stian Eckhoff                                                                      |
| 25 gennaio 2003                      | Anterselva         | Italia          | RL    | Bielorussia Aljaksej Ajdaraŭ Vladimir Dračëv Rustam Valiulin Aleh Ryžankoŭ  | Norvegia Egil Gjelland Lars Berger Stian Eckhoff Halvard Hanevold           | Italia René Cattarinussi René-Laurent Vuillermoz Devis Da Canal Wilfried Pallhuber |
| 26 gennaio 2003                      | Anterselva         | Italia          | MS    | Andrij Deryzemlja                                                           | Pavel Rostovcev                                                             | Ricco Groß                                                                         |
| 8 febbraio 2003                      | Lahti              | Finlandia       | SP    | Alexander Wolf                                                              | Sergej Čepikov                                                              | Aljaksej Ajdaraŭ                                                                   |
| 9 febbraio 2003                      | Lahti              | Finlandia       | MS    | Ole Einar Bjørndalen                                                        | Aleh Ryžankoŭ                                                               | Halvard Hanevold                                                                   |
| 14 febbraio 2003                     | Oslo Holmenkollen  | Norvegia        | RL    | Bielorussia Aljaksej Ajdaraŭ Vladimir Dračëv Rustam Valiulin Aleh Ryžankoŭ  | Russia Sergej Rožkov Pavel Rostovcev Nikolaj Kruglov Sergej Čepikov         | Norvegia Halvard Hanevold Stian Eckhoff Egil Gjelland Ole Einar Bjørndalen         |
| 15 febbraio 2003                     | Oslo Holmenkollen  | Norvegia        | SP    | Vladimir Dračëv                                                             | Pavel Rostovcev                                                             | Sven Fischer                                                                       |
| 16 febbraio 2003                     | Oslo Holmenkollen  | Norvegia        | PU    | Ole Einar Bjørndalen                                                        | Sven Fischer                                                                | Stian Eckhoff                                                                      |
| 20 febbraio 2003                     | Östersund          | Svezia          | SP    | Sven Fischer                                                                | Vladimir Dračëv                                                             | Lars Berger                                                                        |
| 21 febbraio 2003                     | Östersund          | Svezia          | IN    | Janez Marič                                                                 | Zdeněk Vítek                                                                | Marko Dolenc                                                                       |
| 23 febbraio 2003                     | Östersund          | Svezia          | PU    | Vladimir Dračëv                                                             | Zdeněk Vítek                                                                | Halvard Hanevold                                                                   |
| Campionati mondiali di biathlon 2003 |                    |                 |       |                                                                             |                                                                             |                                                                                    |
| 15 marzo 2003                        | Chanty-Mansijsk    | Russia          | SP    | Ole Einar Bjørndalen                                                        | Ricco Groß                                                                  | Zdeněk Vítek                                                                       |
| 16 marzo 2003                        | Chanty-Mansijsk    | Russia          | PU    | Ricco Groß                                                                  | Halvard Hanevold                                                            | Paavo Puurunen                                                                     |
| 19 marzo 2003                        | Chanty-Mansijsk    | Russia          | IN    | Halvard Hanevold                                                            | Vesa Hietalahti                                                             | Ricco Groß                                                                         |
| 21 marzo 2003                        | Chanty-Mansijsk    | Russia          | RL    | Germania Peter Sendel Sven Fischer Ricco Groß Frank Luck                    | Russia Viktor Majgurov Pavel Rostovcev Sergej Rožkov Sergej Čepikov         | Bielorussia Aljaksej Ajdaraŭ Vladimir Dračëv Rustam Valiulin Aleh Ryžankoŭ         |
| 23 marzo 2003                        | Chanty-Mansijsk    | Russia          | MS    | Ole Einar Bjørndalen                                                        | Sven Fischer                                                                | Raphaël Poirée                                                                     |

Legenda:

IN = individuale

SP = sprint

PU = inseguimento

MS = partenza in linea

RL = staffetta

### Classifiche

#### Generale
| Pos. | Nome                 | Nazione     | Punti |
| ---- | -------------------- | ----------- | ----- |
| 1    | Ole Einar Bjørndalen | Norvegia    | 737   |
| 2    | Vladimir Dračëv      | Bielorussia | 630   |
| 3    | Ricco Groß           | Germania    | 613   |
| 4    | Raphaël Poirée       | Francia     | 591   |
| 5    | Halvard Hanevold     | Norvegia    | 553   |
| 6    | Frode Andresen       | Norvegia    | 486   |
| 7    | Sergej Čepikov       | Russia      | 466   |
| 8    | Aleh Ryžankoŭ        | Bielorussia | 451   |
| 9    | Tomasz Sikora        | Polonia     | 442   |
| 10   | Sven Fischer         | Germania    | 440   |

#### Sprint
| Pos. | Nome                 | Nazione     | Punti |
| ---- | -------------------- | ----------- | ----- |
| 1    | Ole Einar Bjørndalen | Norvegia    | 328   |
| 2    | Frode Andresen       | Norvegia    | 252   |
| 3    | Vladimir Dračëv      | Bielorussia | 247   |
| 4    | Raphaël Poirée       | Francia     | 226   |
| 5    | Sven Fischer         | Germania    | 213   |

#### Inseguimento
| Pos. | Nome                 | Nazione     | Punti |
| ---- | -------------------- | ----------- | ----- |
| 1    | Ole Einar Bjørndalen | Norvegia    | 230   |
| 2    | Ricco Groß           | Germania    | 205   |
| 3    | Raphaël Poirée       | Francia     | 199   |
| 4    | Vladimir Dračëv      | Bielorussia | 197   |
| 5    | Halvard Hanevold     | Norvegia    | 154   |

#### Partenza in linea
| Pos. | Nome                 | Nazione     | Punti |
| ---- | -------------------- | ----------- | ----- |
| 1    | Ole Einar Bjørndalen | Norvegia    | 150   |
| 2    | Vladimir Dračëv      | Bielorussia | 114   |
| 3    | Raphaël Poirée       | Francia     | 114   |
| 4    | Ricco Groß           | Germania    | 109   |
| 5    | Aleh Ryžankoŭ        | Bielorussia | 100   |

#### Individuale
| Pos. | Nome             | Nazione   | Punti |
| ---- | ---------------- | --------- | ----- |
| 1    | Halvard Hanevold | Norvegia  | 96    |
| 2    | Vesa Hietalahti  | Finlandia | 83    |
| 3    | Ricco Groß       | Germania  | 80    |
| 4    | Egil Gjelland    | Norvegia  | 64    |
| 5    | Janez Marič      | Slovenia  | 61    |

#### Staffetta
| Pos. | Nazione     | Punti |
| ---- | ----------- | ----- |
| 1    | Bielorussia | 319   |
| 2    | Russia      | 318   |
| 3    | Norvegia    | 298   |
| 4    | Germania    | 288   |
| 5    | Francia     | 279   |

#### Nazioni
| Pos. | Nazione     | Punti |
| ---- | ----------- | ----- |
| 1    | Norvegia    | 4029  |
| 2    | Germania    | 3778  |
| 3    | Russia      | 3704  |
| 4    | Bielorussia | 3599  |
| 5    | Francia     | 3547  |

## Donne

### Risultati
| Data                                 | Località           | Nazione         | Spec. | Prima                                                                           | Seconda                                                                               | Terza                                                                                         |
| ------------------------------------ | ------------------ | --------------- | ----- | ------------------------------------------------------------------------------- | ------------------------------------------------------------------------------------- | --------------------------------------------------------------------------------------------- |
| 5 dicembre 2002                      | Östersund          | Svezia          | SP    | Ol'ga Zajceva                                                                   | Sylvie Becaert                                                                        | Ol'ga Pylëva                                                                                  |
| 6 dicembre 2002                      | Östersund          | Svezia          | RL    | Germania Katrin Apel Uschi Disl Simone Hauswald Kati Wilhelm                    | Norvegia Linda Tjørhom Gro Marit Istad Kristiansen Tora Berger Gunn Margit Andreassen | Russia Ol'ga Pylëva Ol'ga Zajceva Anna Bogalij-Titovec Al'bina Achatova                       |
| 8 dicembre 2002                      | Östersund          | Svezia          | PU    | Kati Wilhelm                                                                    | Ol'ga Zajceva                                                                         | Katja Beer                                                                                    |
| 11 dicembre 2002                     | Pokljuka Östersund | Slovenia Svezia | RL    | Russia Svetlana Černousova Galina Kukleva Irina Mal'gina Svetlana Išmuratova    | Germania Martina Glagow Simone Hauswald Andrea Henkel Katja Beer                      | Bulgaria Nina Klenovska Pavlina Filipova Ekaterina Dafovska Iva Karagiozova                   |
| 13 dicembre 2002                     | Pokljuka Östersund | Slovenia Svezia | SP    | Linda Tjørhom                                                                   | Svetlana Išmuratova                                                                   | Ekaterina Dafovska                                                                            |
| 15 dicembre 2002                     | Pokljuka Östersund | Slovenia Svezia | PU    | Katja Beer                                                                      | Linda Tjørhom                                                                         | Sanna-Leena Perunka                                                                           |
| 19 dicembre 2002                     | Osrblie            | Slovacchia      | SP    | Galina Kukleva                                                                  | Al'bina Achatova                                                                      | Uschi Disl                                                                                    |
| 21 dicembre 2002                     | Osrblie            | Slovacchia      | RL    | Bielorussia Lilija Efremova Vol'ha Nazarava Ljudmila Arloŭskaja Alena Zubrylava | Germania Martina Glagow Simone Hauswald Katja Beer Kati Wilhelm                       | Norvegia Liv-Kjersti Eikeland Borghild Ouren Gunn Margit Andreassen Linda Tjørhom             |
| 22 dicembre 2002                     | Osrblie            | Slovacchia      | PU    | Ekaterina Dafovska                                                              | Galina Kukleva                                                                        | Martina Glagow                                                                                |
| 8 gennaio 2003                       | Oberhof            | Germania        | SP    | Ekaterina Dafovska                                                              | Sylvie Becaert                                                                        | Kateřina Holubcová                                                                            |
| 10 gennaio 2003                      | Oberhof            | Germania        | RL    | Germania Katrin Apel Uschi Disl Andrea Henkel Kati Wilhelm                      | Russia Al'bina Achatova Svetlana Černousova Galina Kukleva Ol'ga Pylëva               | Francia Sylvie Becaert Sandrine Bailly Julie Carraz-Collin Corinne Niogret                    |
| 12 gennaio 2003                      | Oberhof            | Germania        | MS    | Uschi Disl                                                                      | Ekaterina Dafovska                                                                    | Sylvie Becaert                                                                                |
| 15 gennaio 2003                      | Ruhpolding         | Germania        | RL    | Russia Al'bina Achatova Svetlana Išmuratova Galina Kukleva Ol'ga Pylëva         | Germania Martina Glagow Uschi Disl Andrea Henkel Kati Wilhelm                         | Norvegia Linda Tjørhom Ann Elen Skjelbreid Gro Marit Istad Kristiansen Gunn Margit Andreassen |
| 17 gennaio 2003                      | Ruhpolding         | Germania        | SP    | Galina Kukleva                                                                  | Martina Glagow                                                                        | Ol'ga Pylëva                                                                                  |
| 19 gennaio 2003                      | Ruhpolding         | Germania        | PU    | Ekaterina Dafovska                                                              | Martina Glagow                                                                        | Svetlana Išmuratova                                                                           |
| 23 gennaio 2003                      | Anterselva         | Italia          | IN    | Ekaterina Dafovska                                                              | Sandrine Bailly                                                                       | Linda Tjørhom                                                                                 |
| 24 gennaio 2003                      | Anterselva         | Italia          | RL    | Russia Al'bina Achatova Anna Bogalij-Titovec Svetlana Černousova Ol'ga Pylëva   | Germania Simone Hauswald Uschi Disl Katja Beer Kati Wilhelm                           | Bielorussia Lilija Efremova Vol'ha Nazarava Ljudmila Arloŭskaja Alena Zubrylava               |
| 26 gennaio 2003                      | Anterselva         | Italia          | MS    | Al'bina Achatova                                                                | Sylvie Becaert                                                                        | Corinne Niogret                                                                               |
| 8 febbraio 2003                      | Lahti              | Finlandia       | SP    | Ol'ga Pylëva                                                                    | Al'bina Achatova                                                                      | Kati Wilhelm                                                                                  |
| 9 febbraio 2003                      | Lahti              | Finlandia       | MS    | Kati Wilhelm                                                                    | Martina Glagow                                                                        | Ekaterina Dafovska                                                                            |
| 13 febbraio 2003                     | Oslo Holmenkollen  | Norvegia        | RL    | Russia Al'bina Achatova Svetlana Černousova Ol'ga Zajceva Ol'ga Pylëva          | Bielorussia Lilija Efremova Vol'ha Nazarava Ljudmila Anan'ka Alena Zubrylava          | Francia Florence Baverel-Robert Sandrine Bailly Corinne Niogret Sylvie Becaert                |
| 15 febbraio 2003                     | Oslo Holmenkollen  | Norvegia        | SP    | Sandrine Bailly                                                                 | Al'bina Achatova                                                                      | Martina Glagow                                                                                |
| 16 febbraio 2003                     | Oslo Holmenkollen  | Norvegia        | PU    | Martina Glagow                                                                  | Alena Zubrylava                                                                       | Michela Ponza                                                                                 |
| 20 febbraio 2003                     | Östersund          | Svezia          | SP    | Kati Wilhelm                                                                    | Alena Zubrylava                                                                       | Uschi Disl                                                                                    |
| 22 febbraio 2003                     | Östersund          | Svezia          | IN    | Ol'ga Zajceva                                                                   | Linda Tjørhom                                                                         | Ol'ga Pylëva                                                                                  |
| 23 febbraio 2003                     | Östersund          | Svezia          | PU    | Alena Zubrylava                                                                 | Linda Tjørhom                                                                         | Kateřina Holubcová                                                                            |
| Campionati mondiali di biathlon 2003 |                    |                 |       |                                                                                 |                                                                                       |                                                                                               |
| 15 marzo 2003                        | Chanty-Mansijsk    | Russia          | SP    | Sylvie Becaert                                                                  | Olena Petrova                                                                         | Kateřina Holubcová                                                                            |
| 16 marzo 2003                        | Chanty-Mansijsk    | Russia          | PU    | Sandrine Bailly Martina Glagow                                                  |                                                                                       | Svetlana Išmuratova                                                                           |
| 18 marzo 2003                        | Chanty-Mansijsk    | Russia          | IN    | Kateřina Holubcová                                                              | Alena Zubrylava                                                                       | Gunn Margit Andreassen                                                                        |
| 20 marzo 2003                        | Chanty-Mansijsk    | Russia          | RL    | Russia Al'bina Achatova Svetlana Išmuratova Galina Kukleva Svetlana Černousova  | Ucraina Oksana Chvostenko Iryna Merkušina Oksana Jakovljeva Olena Petrova             | Germania Simone Hauswald Uschi Disl Kati Wilhelm Martina Glagow                               |
| 22 marzo 2003                        | Chanty-Mansijsk    | Russia          | MS    | Al'bina Achatova                                                                | Svetlana Išmuratova                                                                   | Sandrine Bailly                                                                               |

Legenda:

IN = individuale

SP = sprint

PU = inseguimento

MS = partenza in linea

RL = staffetta

### Classifiche

#### Generale
| Pos. | Nome                | Nazione     | Punti |
| ---- | ------------------- | ----------- | ----- |
| 1    | Martina Glagow      | Germania    | 729   |
| 2    | Al'bina Achatova    | Russia      | 699   |
| 3    | Sylvie Becaert      | Francia     | 680   |
| 4    | Ekaterina Dafovska  | Bulgaria    | 644   |
| 5    | Alena Zubrylava     | Bielorussia | 634   |
| 6    | Sandrine Bailly     | Francia     | 570   |
| 7    | Uschi Disl          | Germania    | 535   |
| 8    | Kateřina Holubcová  | Rep. Ceca   | 523   |
| 9    | Svetlana Černousova | Russia      | 465   |
| 10   | Ol'ga Pylëva        | Russia      | 463   |

#### Sprint
| Pos. | Nome               | Nazione  | Punti |
| ---- | ------------------ | -------- | ----- |
| 1    | Sylvie Becaert     | Francia  | 280   |
| 2    | Martina Glagow     | Germania | 270   |
| 3    | Ekaterina Dafovska | Bulgaria | 253   |
| 4    | Al'bina Achatova   | Russia   | 238   |
| 5    | Ol'ga Pylëva       | Russia   | 234   |

#### Inseguimento
| Pos. | Nome             | Nazione     | Punti |
| ---- | ---------------- | ----------- | ----- |
| 1    | Martina Glagow   | Germania    | 257   |
| 2    | Alena Zubrylava  | Bielorussia | 244   |
| 3    | Sylvie Becaert   | Francia     | 197   |
| 4    | Al'bina Achatova | Russia      | 194   |
| 5    | Sandrine Bailly  | Francia     | 180   |

#### Partenza in linea
| Pos. | Nome                | Nazione  | Punti |
| ---- | ------------------- | -------- | ----- |
| 1    | Al'bina Achatova    | Russia   | 126   |
| 2    | Svetlana Išmuratova | Russia   | 120   |
| 3    | Sylvie Becaert      | Francia  | 119   |
| 4    | Uschi Disl          | Germania | 118   |
| 5    | Corinne Niogret     | Francia  | 115   |

#### Individuale
| Pos. | Nome                   | Nazione     | Punti |
| ---- | ---------------------- | ----------- | ----- |
| 1    | Linda Tjørhom          | Norvegia    | 89    |
| 2    | Ekaterina Dafovska     | Bulgaria    | 80    |
| 3    | Alena Zubrylava        | Bielorussia | 80    |
| 4    | Gunn Margit Andreassen | Norvegia    | 77    |
| 5    | Kateřina Holubcová     | Rep. Ceca   | 76    |

#### Staffetta
| Pos. | Nazione     | Punti |
| ---- | ----------- | ----- |
| 1    | Russia      | 339   |
| 2    | Germania    | 327   |
| 3    | Bielorussia | 293   |
| 4    | Norvegia    | 278   |
| 5    | Francia     | 249   |

#### Nazioni
| Pos. | Nazione     | Punti |
| ---- | ----------- | ----- |
| 1    | Russia      | 4086  |
| 2    | Germania    | 4034  |
| 3    | Francia     | 3760  |
| 4    | Bulgaria    | 3532  |
| 5    | Bielorussia | 3393  |

## Misto

### Risultati
| Data            | Località   | Nazione  | Spec. | Primo                                                                    | Secondo                                                                | Terzo                                                                      |
| --------------- | ---------- | -------- | ----- | ------------------------------------------------------------------------ | ---------------------------------------------------------------------- | -------------------------------------------------------------------------- |
| 16 gennaio 2003 | Ruhpolding | Germania | MX    | Russia Anna Bogalij-Titovec Sergej Rusinov Ol'ga Zajceva Sergej Baškirov | Francia Sylvie Becaert Gilles Marguet Corinne Niogret Alexandre Aubert | Polonia Magdalena Gwizdoń Wiesław Ziemianin Magdalena Grzywa Tomasz Sikora |

Legenda:

MX = staffetta mista